# Kiefernwald (Jacoba van Heemskerck)
Das Bildnis Kiefernwald oder Pinienwald oder Bäume (niederländisch: Vliegdennenbos) ist ein um 1908 geschaffenes Gemälde von Jacoba van Heemskerck im Stil des Amsterdamer Luminismus. Es ist im Besitz des Kunstmuseums Den Haag.

## Beschreibung
Kiefernwald ist ein Ölgemälde auf Leinwand mit den Abmessungen 93 × 80 cm im Hochformat.
Die Bildkomposition zeigt mehrere Bäume in einem Kiefernwald. Der Himmel ist nur durch die Baumkronen zu sehen. Das Gemälde ist in kurzen „verspielten“ Pinselstrichen in den Farben Purpur, Rosa, Blau und Orange gehalten.
Das Gemälde ist unten links mit „Jacoba v Heemskerck v Beest“ signiert.

## Geschichte
Ab 1905 entwickelte sich in der Amsterdamer Luminismus, der seinen Höhepunkt in den Jahren 1907 bis 1910 erreichte. Insbesondere Jan Toorop, Jan Sluijters und Piet Mondrian trugen dazu bei, dass sich der moderne Malstil entwickelte. Der Luminismus zeichnet sich durch die Zerlegung der Farbe, die schnelle und direkte Pinselführung und die charaktervolle Linie aus. Jacoba van Heemskerck fuhr seit 1906 jeden Sommer zusammen mit ihrer Freundin Marie Tak van Poortvliet in das Seebad Domburg auf der Halbinsel Walcheren, unter anderem aus gesundheitlichen Gründen. Poortvliet ließ dort 1908 die Villa „Loverendale“ bauen, mit einem Atelier für Heemskerck im Garten, womit Domberg endgültig für die Freundinnen ihr zweiter Wohnsitz wurde. Dank Jan Toorop, der ab 1903 in Domburg die Sommermonate verbrachte, hatte sich das Seebad zu einem Künstlerort entwickelt. Piet Mondrian stieß im Sommer 1908 dazu und besuchte Heemskerck und Poortvliet.
Heemskerck und Mondrian interessierten sich beide für Theosophie und tauschten sich darüber aus. Beide hatten im März 1908 vermutlich einen Vortrag von Rudolf Steiner gehört, als dieser auf Vortragsreise in den Niederlanden war. Mondrian trat 1909, Heemskerck 1910 in die Theosophische Gesellschaft ein. Bei Heemskerck entwickelte sich in diesen Jahren die Auffassung, dass Kunst mehr als nur die Wiedergabe der sichtbaren Wirklichkeit sei, woran sie bis zu ihrem Lebensende festhielt.
Zwischen 1908 und 1910 schuf Heemskerck mehrere Gemälde im luministischen Stil, mit denen sie sich an der Jahresausstellung der Kunstvereinigung St. Lucas im Jahr 1910 in Amsterdam beteiligte, darunter vermutlich auch  Kiefernwald. Bereits mit diesem frühen Bild erforschte sie die Ausdrucksmöglichkeiten der Farbe. Für die Kunsthistorikerinnen Luisa Pauline Fink und Henrike Mund verweisen ihre frühen luministischen Arbeiten wie Kiefernwald und Zwei Bäume auf eine „spirituelle Dimension, die hinter der äußerlich sichtbaren Natur dem Leben an sich nachgeht.“
Das Kunstmuseum Den Haag erhielt das Gemälde 1984 als Schenkung aus der Sammlung von Adelheid Pfeiffer, Spring Valley, USA.
In früheren Publikationen wurde 1910 als Entstehungsjahr des Gemäldes angegeben, inzwischen wird davon ausgegangen, dass es zwei Jahre früher entstand. Heemskerck hat ihre Arbeiten jeweils nicht datiert, so dass im Allgemeinen stilistische Vergleiche herangezogen werden müssen.

## Ausstellungen
- 1983/1984: „Jacoba van Heemskerck 1876–1923. Eine expressionistische Künstlerin“, Haus am Waldsee (Berlin), Württembergischer Kunstverein Stuttgart, Rheinisches Landesmuseum Bonn, Saarland-Museum
- 1994: „La beauté exacte“, Musée d’art moderne de la Ville de Paris[9]
- 2005: „Jacoba van Heemskerck. A Rediscovery“, Kunstmuseum Den Haag[10]
- 2022: „Jacoba van Heemskerck. Kompromisslos modern“, Kunsthalle Bielefeld, Museen Stade und Kunstmuseum Den Haag[11]
- 2023: „Wolken und Licht. Impressionismus in Holland“, Museum Barberini, Potsdam